# Schelder Wald

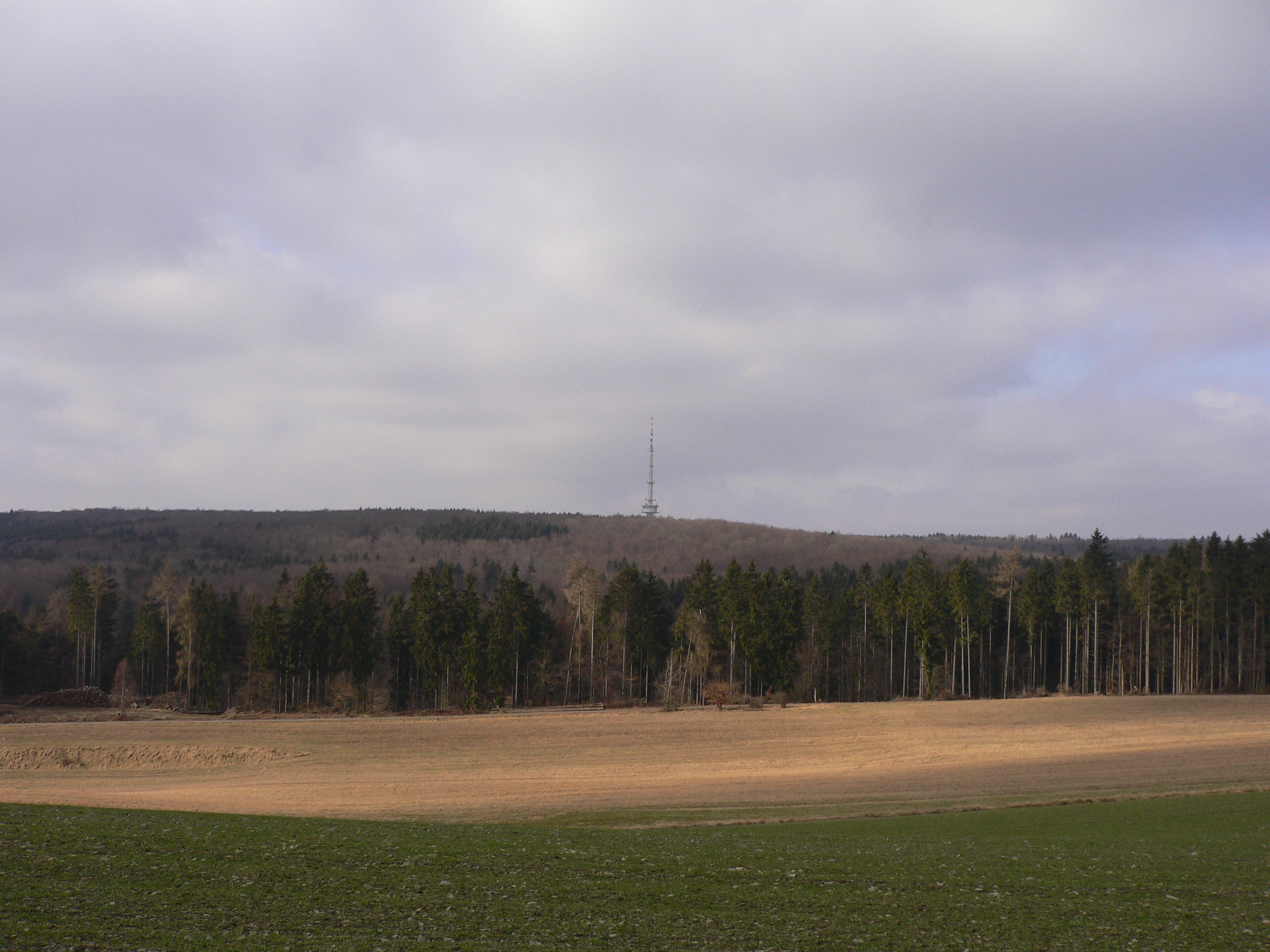
Schelderwald mit Sender Angelburg von Osten, im Vordergrund Felder in der Gemarkung Wallenfels (Siegbach)

Der Schelder Wald, auch Schelderwald geschrieben, ist ein nahezu durchgehend bewaldeter westlicher Ausläufer des Gladenbacher Berglandes im Naturpark Lahn-Dill-Bergland. Die im äußersten Osten angrenzende, nur im erweiterten Sinne zugerechnete, 609,4 m ü. NHN hohe Erhebung der Angelburg (Berg) ist Teil eines ehemals weitaus höheren Einzelmassivs, das im Verlauf der Erdgeschichte bis auf die heutige Höhe abgetragen wurde. Die Erosion überdauerten als Eisenkiesel-Härtlinge die sogenannten Wilhelmsteine, eine bis zu 15 m hohe Felsengruppe in der Nähe der Angelburg, die heute einen Fernmeldeturm trägt.

## Geographie

### Lage
Der Schelder Wald liegt im Lahn-Dill-Kreis und im Landkreis Marburg-Biedenkopf. Er wird umrahmt von den Gemeinden Angelburg, Bad Endbach, Siegbach, Dillenburg und Eschenburg. In seinem Zentrum wird er in Nordost-Südwest-Richtung von der Schelde, die in Niederscheld in die Dill mündet, durchflossen. Ihrem Flusslauf folgt die Landesstraße 3042.
Orte im Inneren des Schelder Waldes sind Oberscheld (an der Schelde), Nanzenbach (am gleichnamigen Fluss) und Eibach (am gleichnamigen rechten Schelde-Zufluss). Am Nordostrand liegen Wallenfels (Burg Wallenfels) am Oberlauf des Siegbachs und Tringenstein (Burg Tringenstein).

### Naturraum Schelder Wald
Der 79,33 km² große Naturraum Schelder Wald (320.02), Haupteinheit 320 (Gladenbacher Bergland), wird in der Hauptsache durch die Einzugsgebiete der Flüsse Nanzenbach, Schelde (beide zur Dill) sowie Monzenbach, Essenbach und Weibach (Nebenflüsse der Aar) definiert und enthält die Angelburg (Berg) explizit nicht. Die Schelde nimmt, zusammen mit ihren Nebenflüssen Tringensteiner Schelde und Eibach, knapp die Hälfte dieser Fläche ein.
Hieraus ergeben sich etwa folgende Naturraumgrenzen:
- das Dilltal längs Dill und Dietzhölze ist Nordwest- und Westgrenze
- die Wasserscheide zwischen Dill und Perf ist Nordostgrenze zu den Bottenhorner Hochflächen
- die Wasserscheide zwischen Schelde bzw. Weibach und Siegbach ist Ostgrenze zur Zollbuche
- das Untere Aartal ist Südgrenze zur Hörre.

Insbesondere entwässern alle im Naturraum Schelder Wald entspringenden Flüsse über die Dill in die Lahn.

### Naturschutz
Mit 37,89 km² ist ein großer Teil des Naturraums als FFH-Gebiet Schelder Wald ausgewiesen. Innerhalb des FFH-Gebiets befinden sich die Naturschutzgebiete Schelder Wald (462,4 ha), Kanzelstein bei Eibach (18,2 ha) und Tringensteiner Schelde (84,1 ha).
Das FFH-Gebiet umfasst zu 90 % großflächige, zusammenhängende Laubwaldgesellschaften (Hainsimsen- und Waldmeister-Buchenwald) und ist damit ein bedeutendes Winterquartier und Jagdgebiet für das Große Mausohr und die Bechsteinfledermaus.
Die weitere Fläche ist geprägt vom Bachlauf der Tringensteiner Schelde mit seinen Wald-Quellbereichen und dem feuchten Auen-Grünland, von Auwäldern mit Schwarzerle und Esche sowie von Magerrasenflächen am Beerenberg und an der Hohen Straße westlich von Oberndorf. Daneben finden sich zahlreiche kleinräumige Lebensraumtypen in stetem mosaikhaftem Wechsel wie die Felsbereiche mit jeweiliger Felsspaltenvegetation, Schutthalden, nährstoffreiche Seen, Borstgrasrasen, Hochstaudenfluren und Kleinseggensümpfe.
Viele seltene Arten finden sich in den Naturschutzgebieten, darunter Farne, Wasserpflanzen, Heuschrecken, Libellen, Schmetterlinge, Amphibien und Vögel:

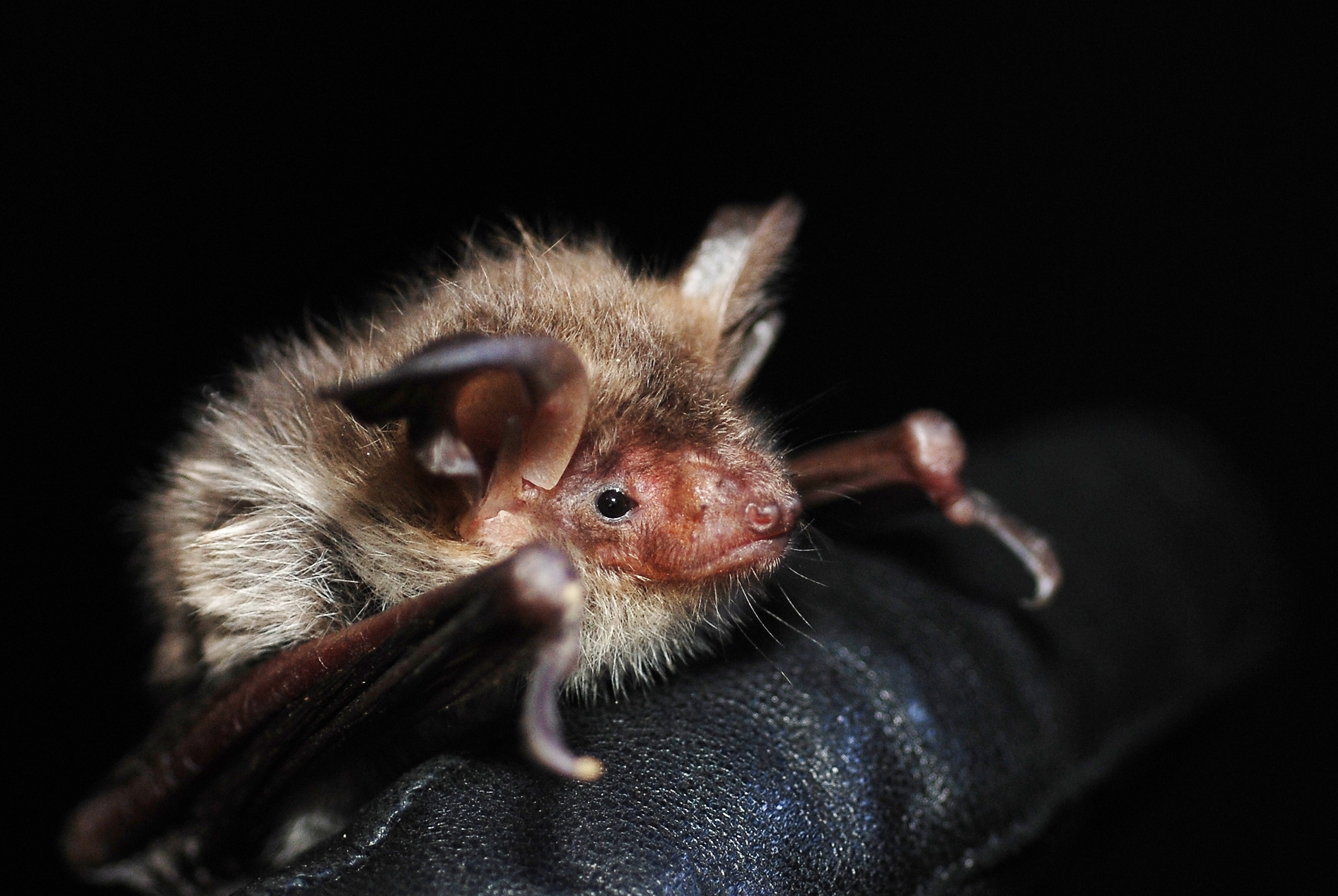
Bechsteinfledermaus
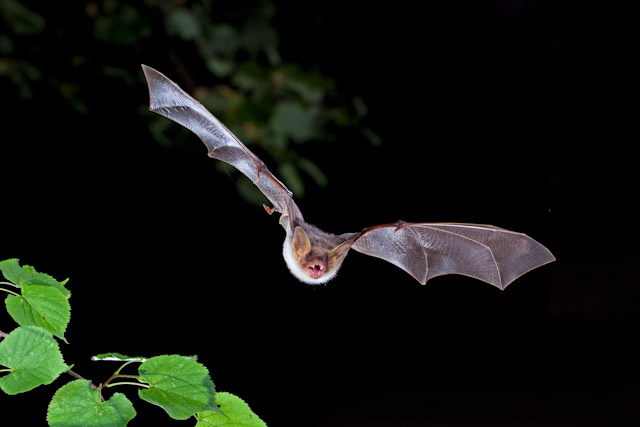
Großes Mausohr
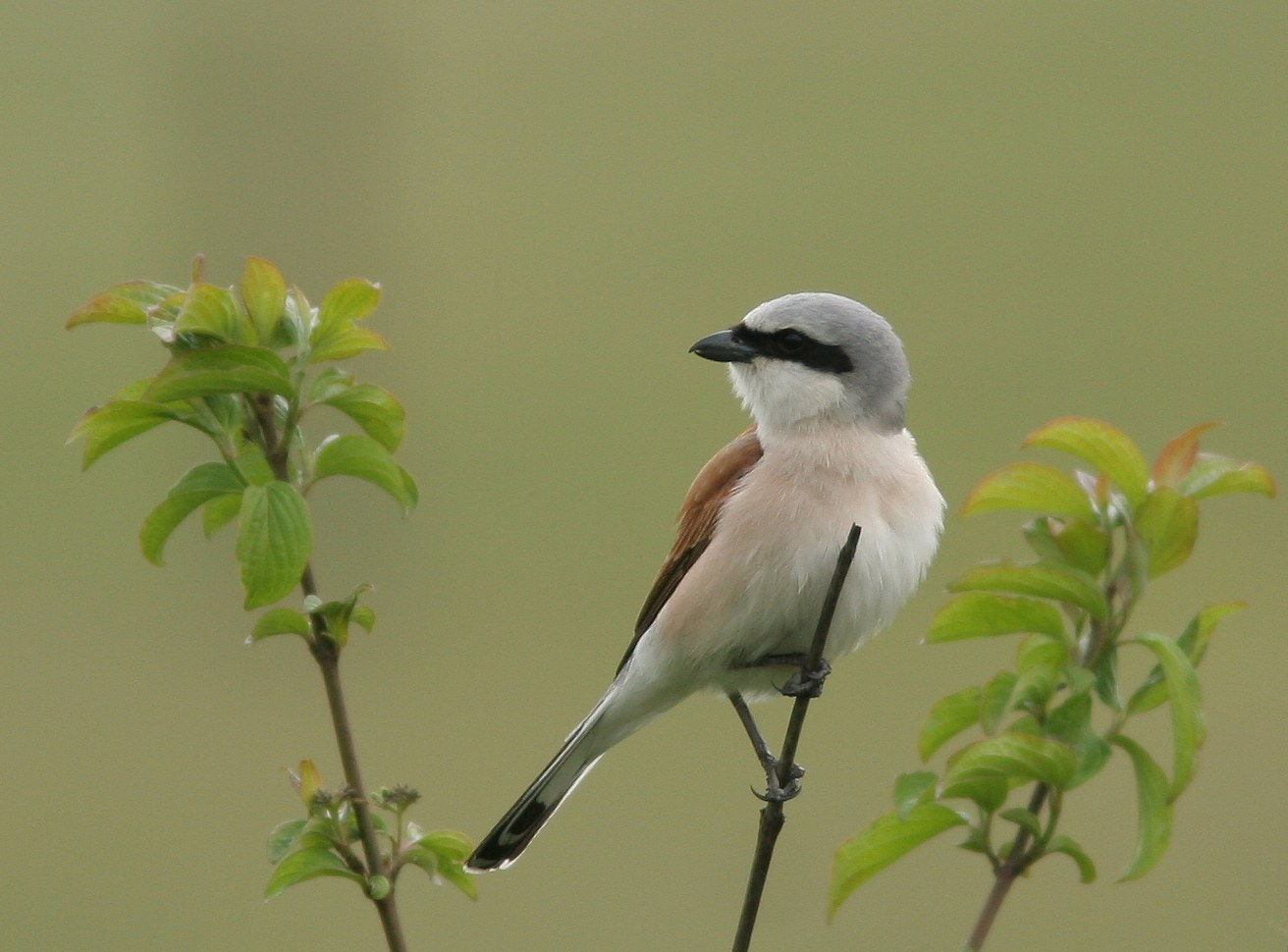
Neuntöter
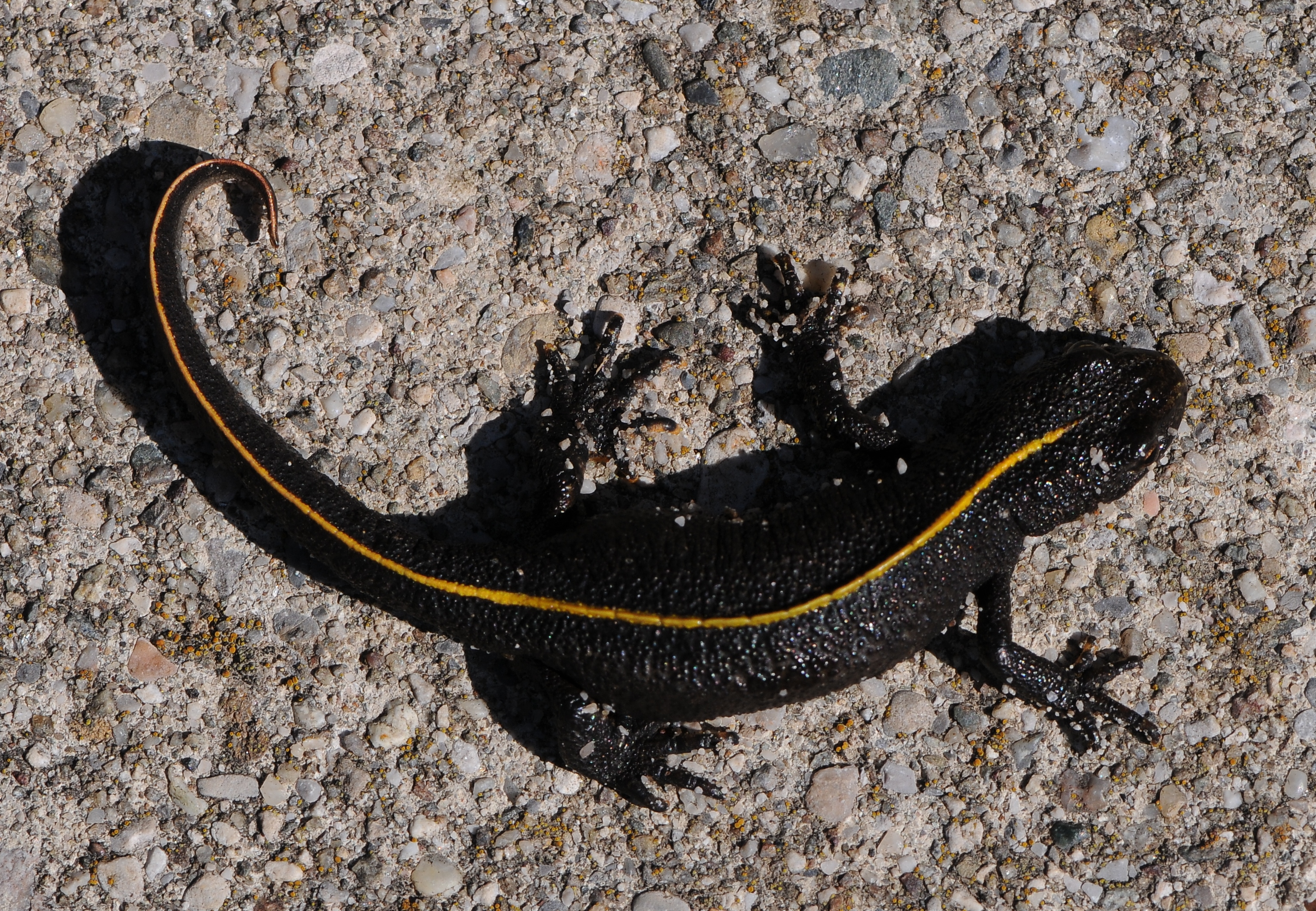
Kammmolch
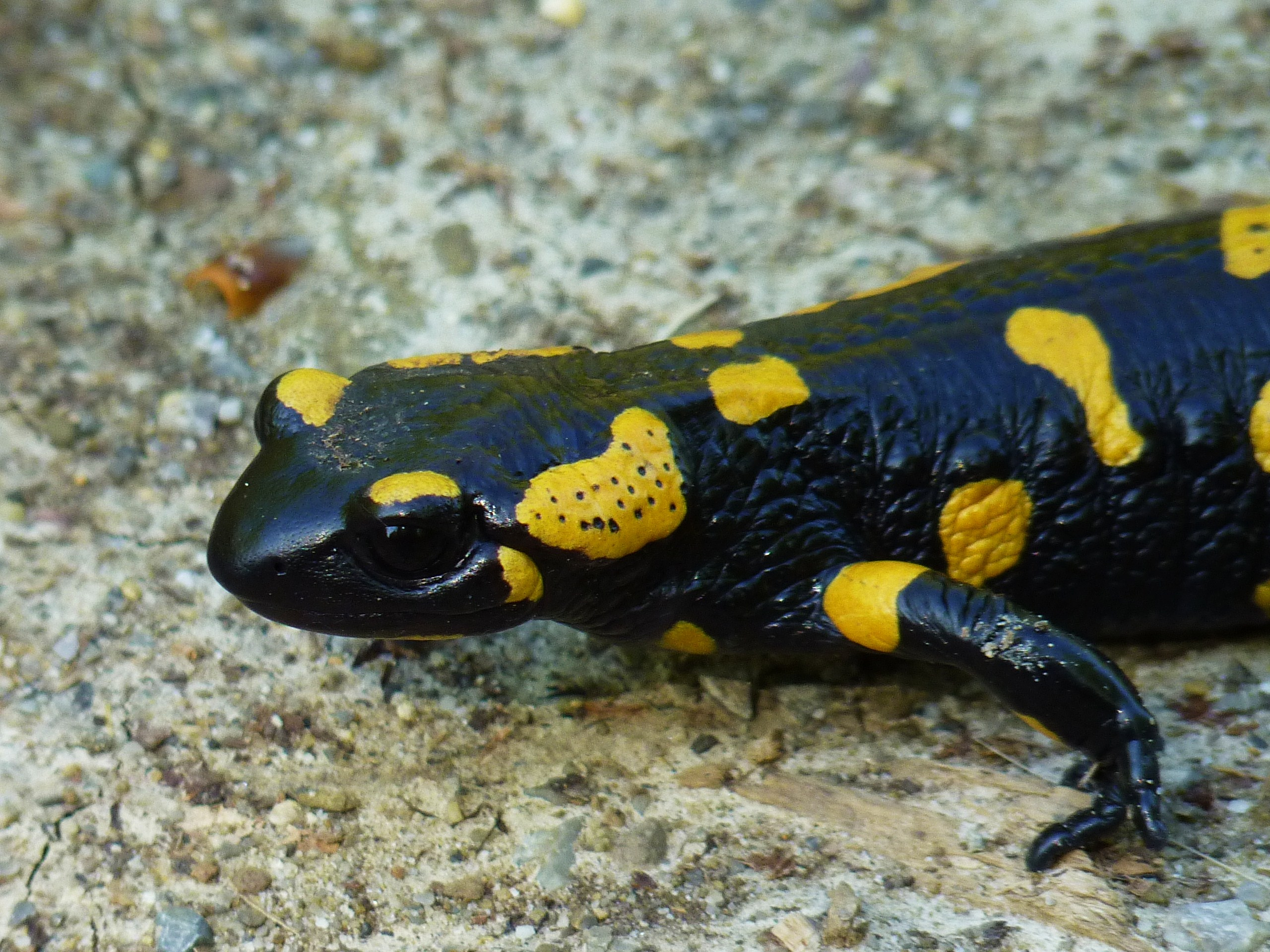
Feuersalamander
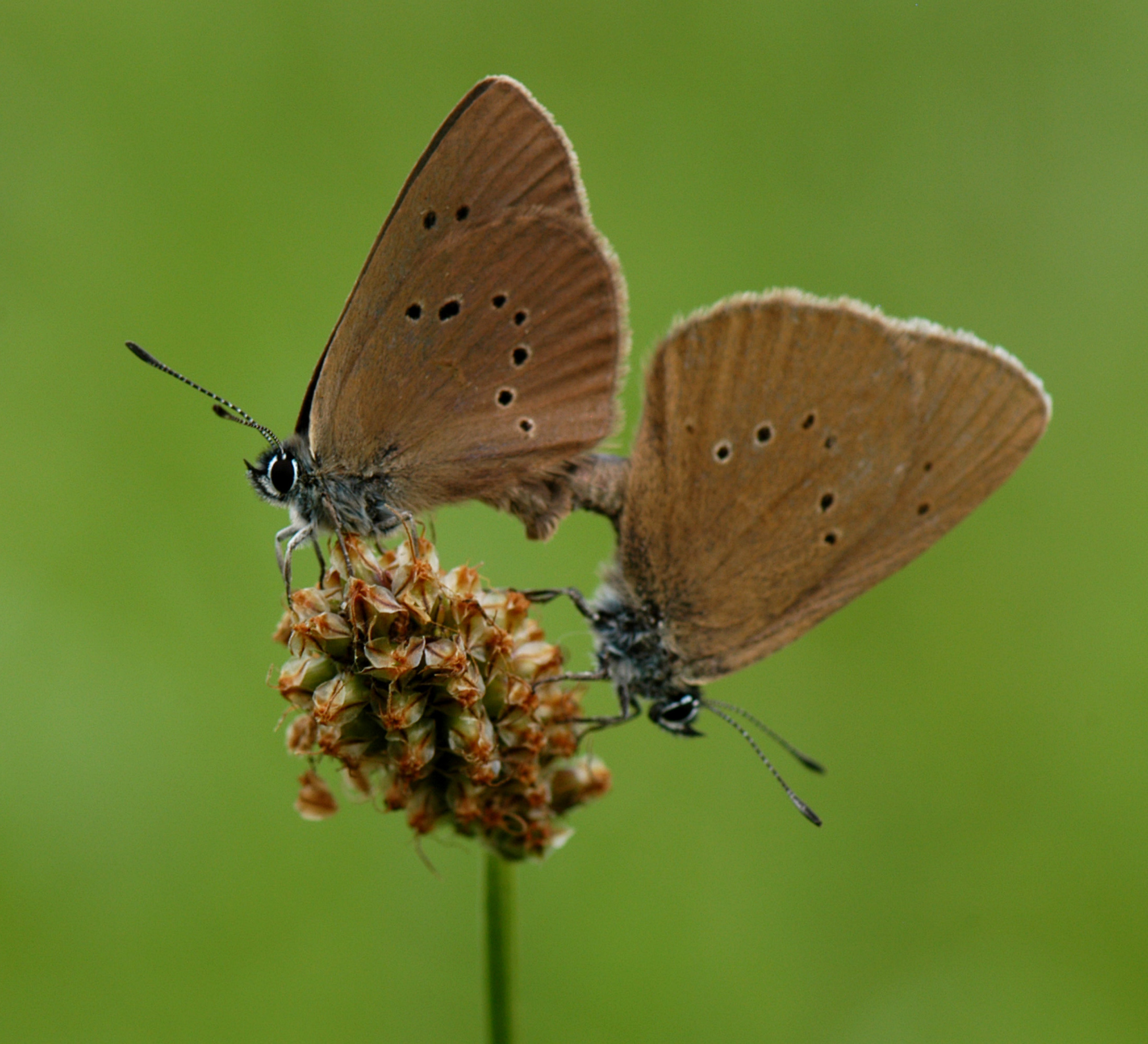
Dunkler Wiesenknopf-Ameisenbläuling
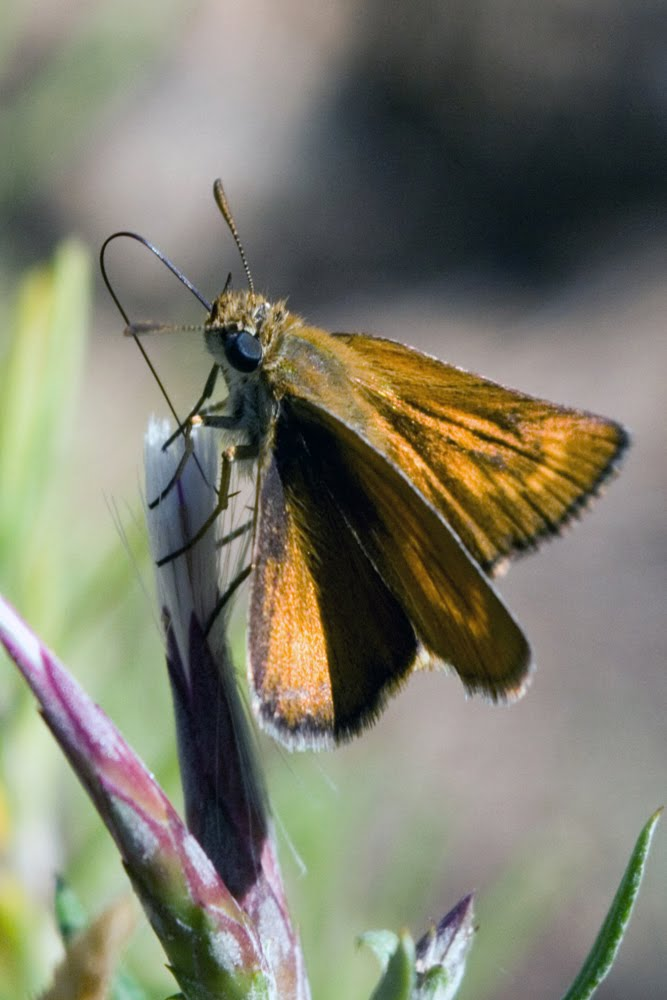
Mattscheckiger Braun-Dickkopffalter
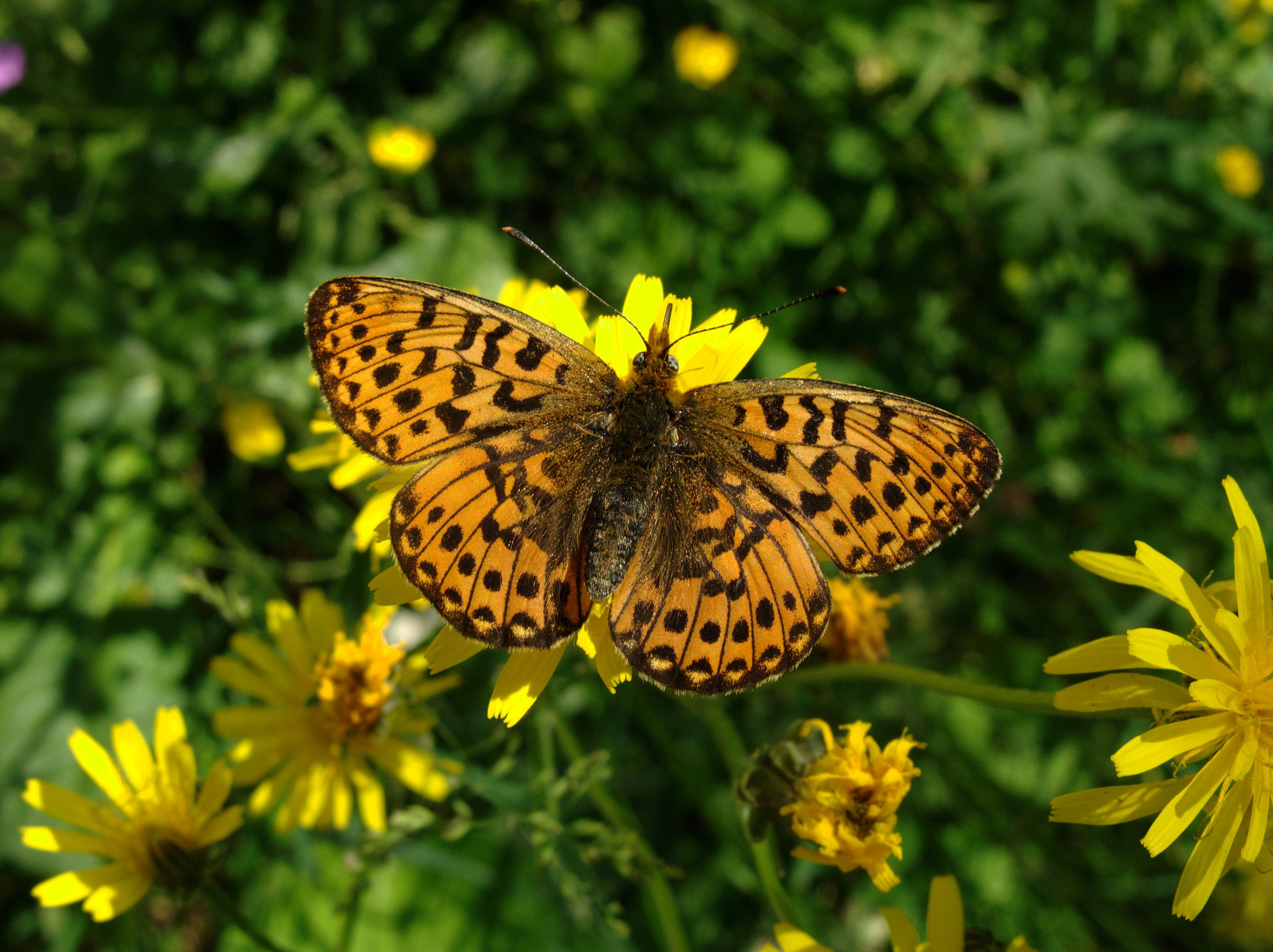
Silberfleck-Perlmutterfalter
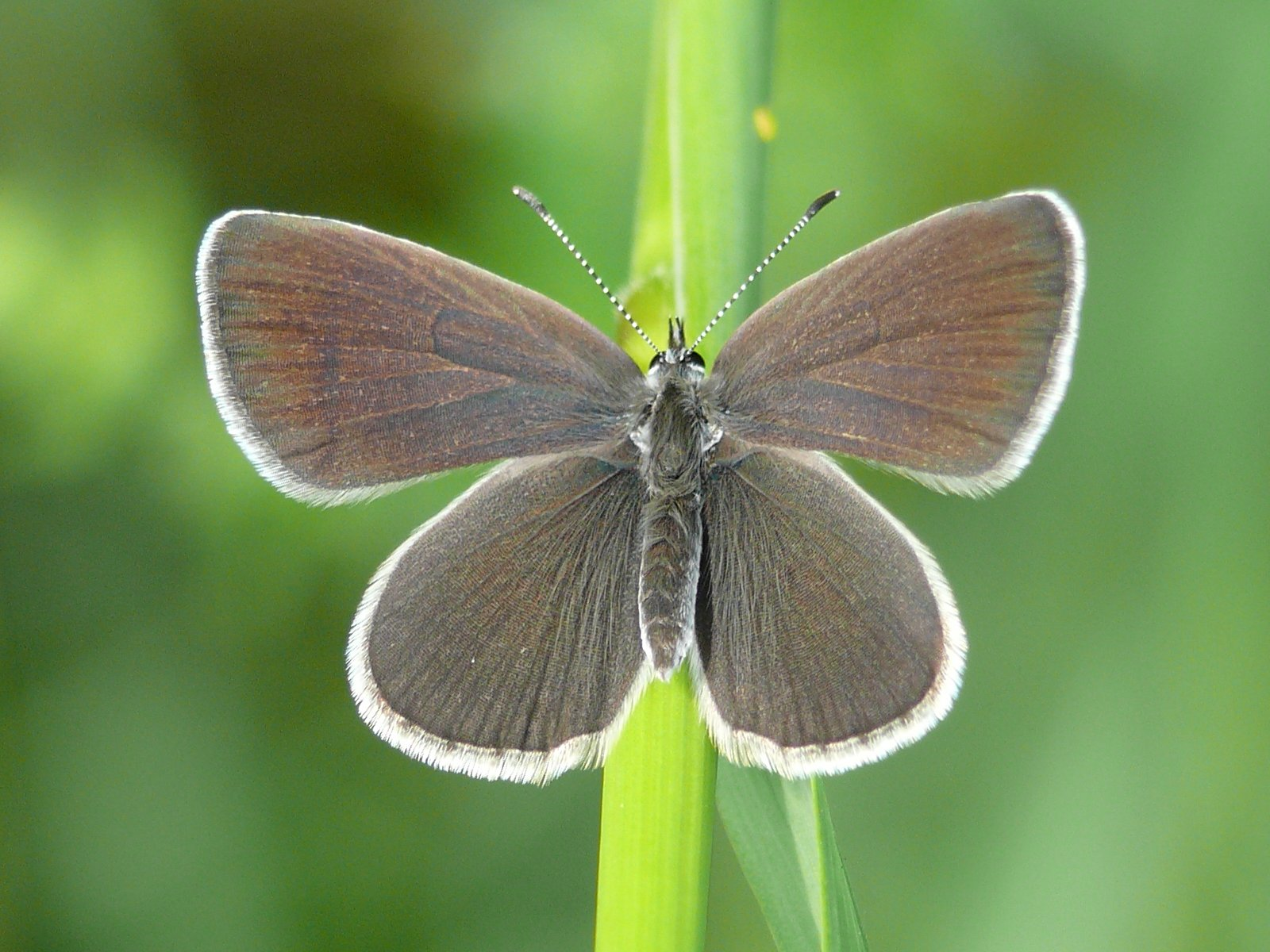
Zwerg-Bläuling
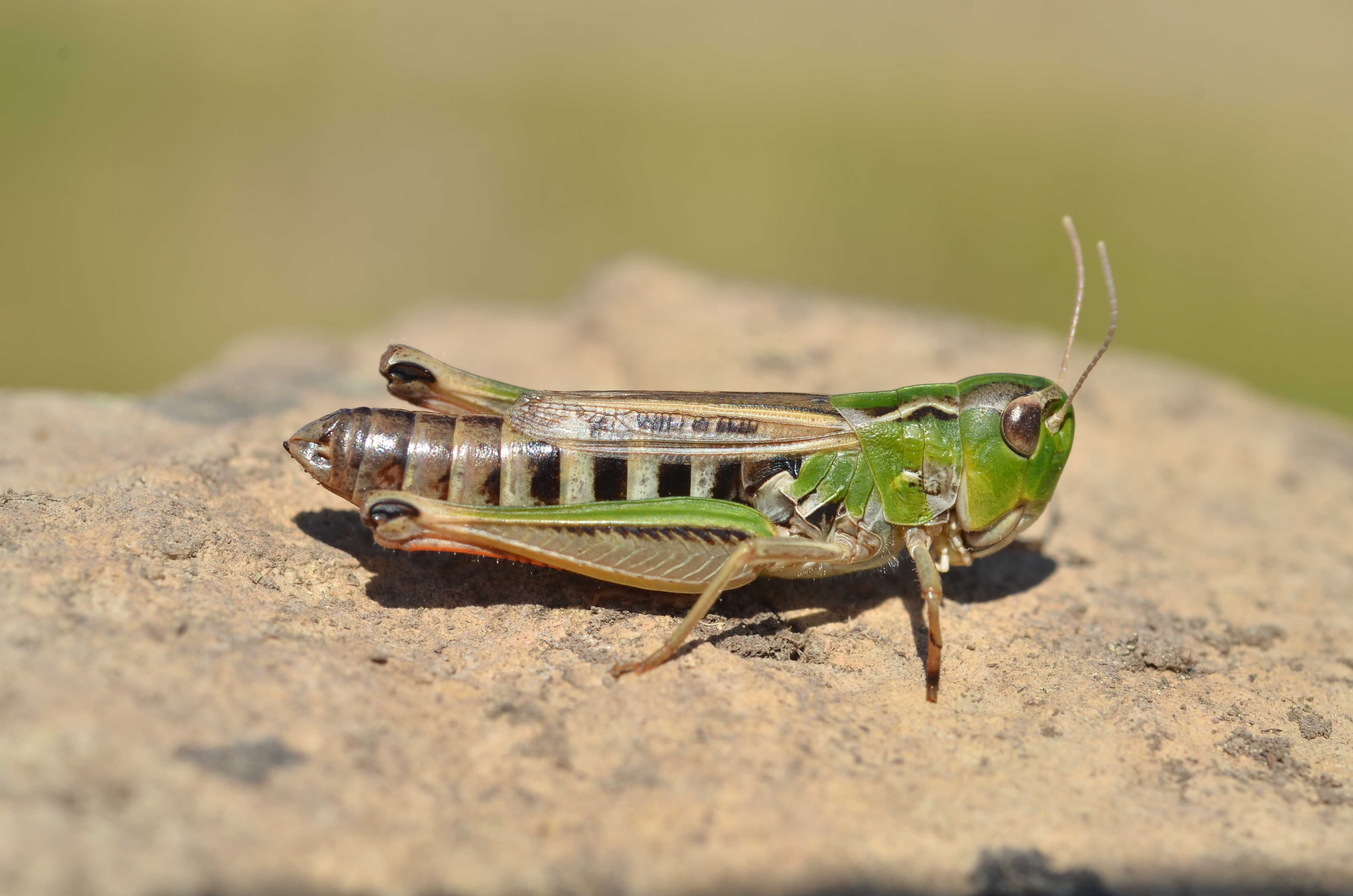
Schwarzfleckiger Heidegrashüpfer
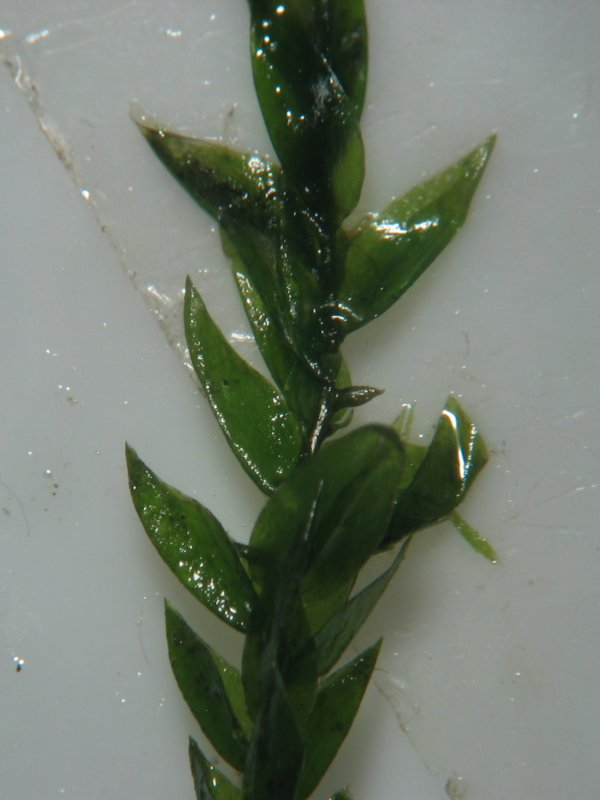
Gemeines Brunnenmoos
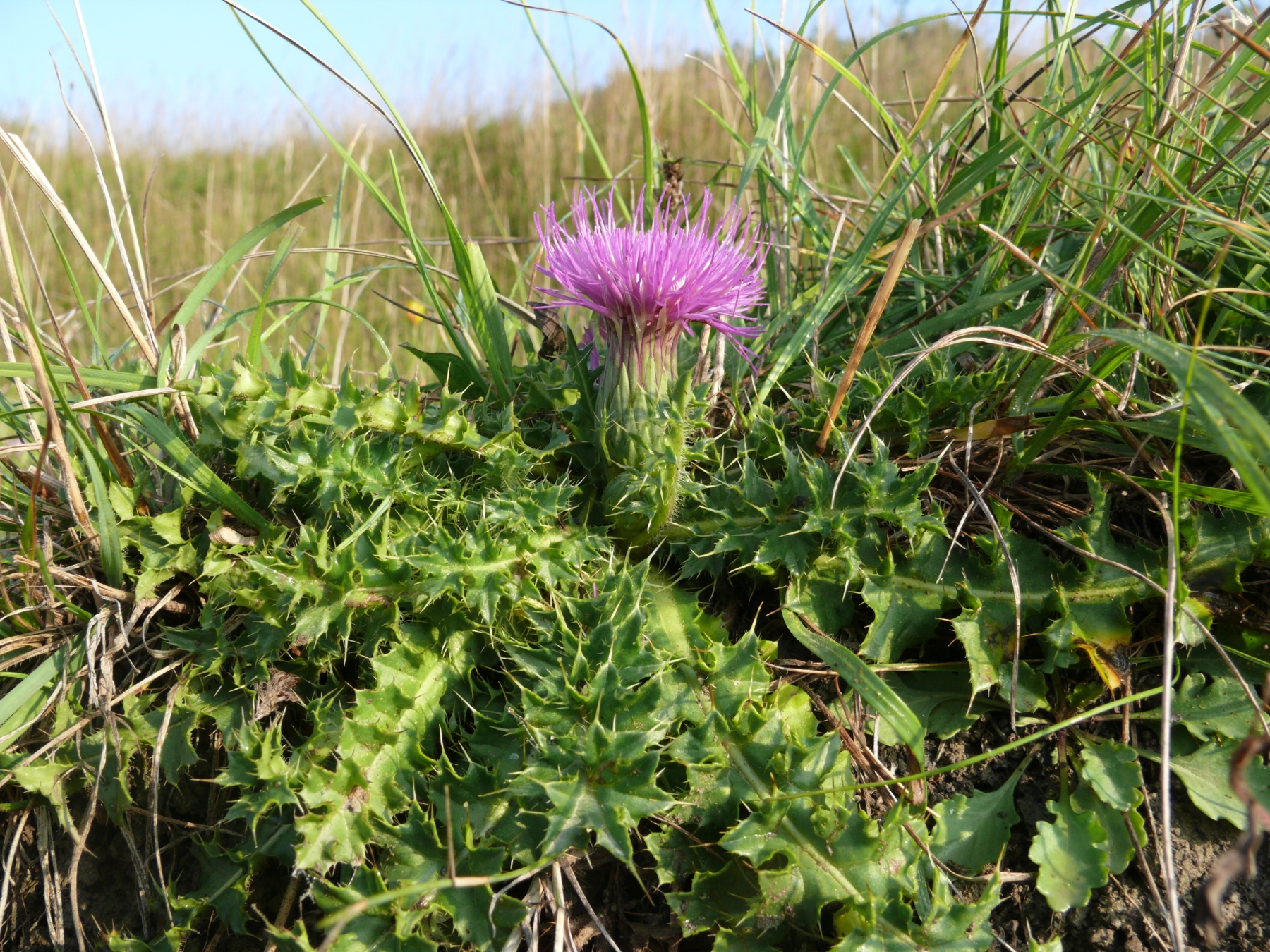
Stängellose Kratzdistel
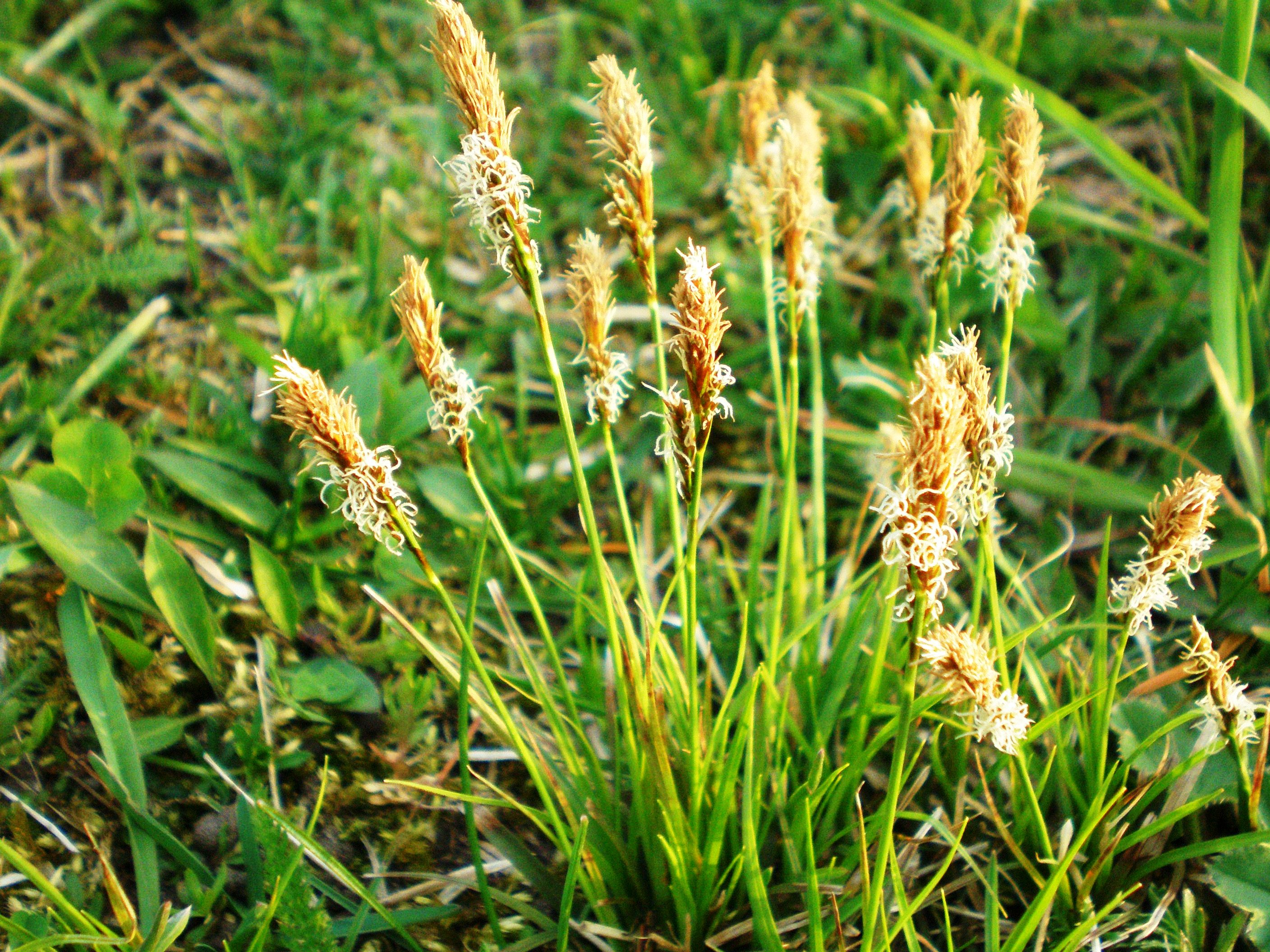
Frühlings-Segge
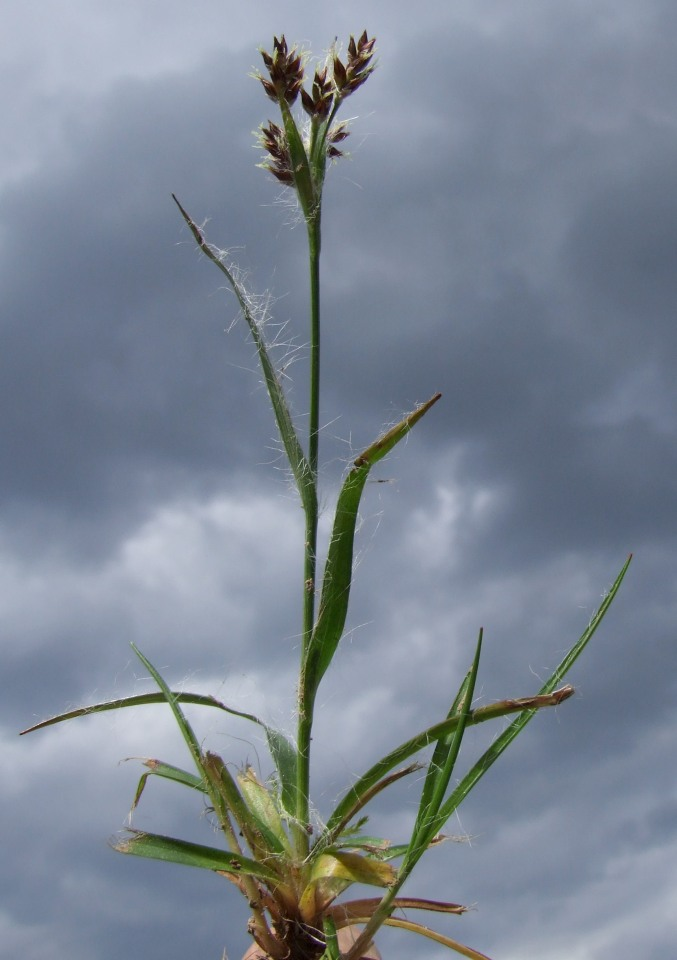
Feld-Hainsimse (Hasenbrot)
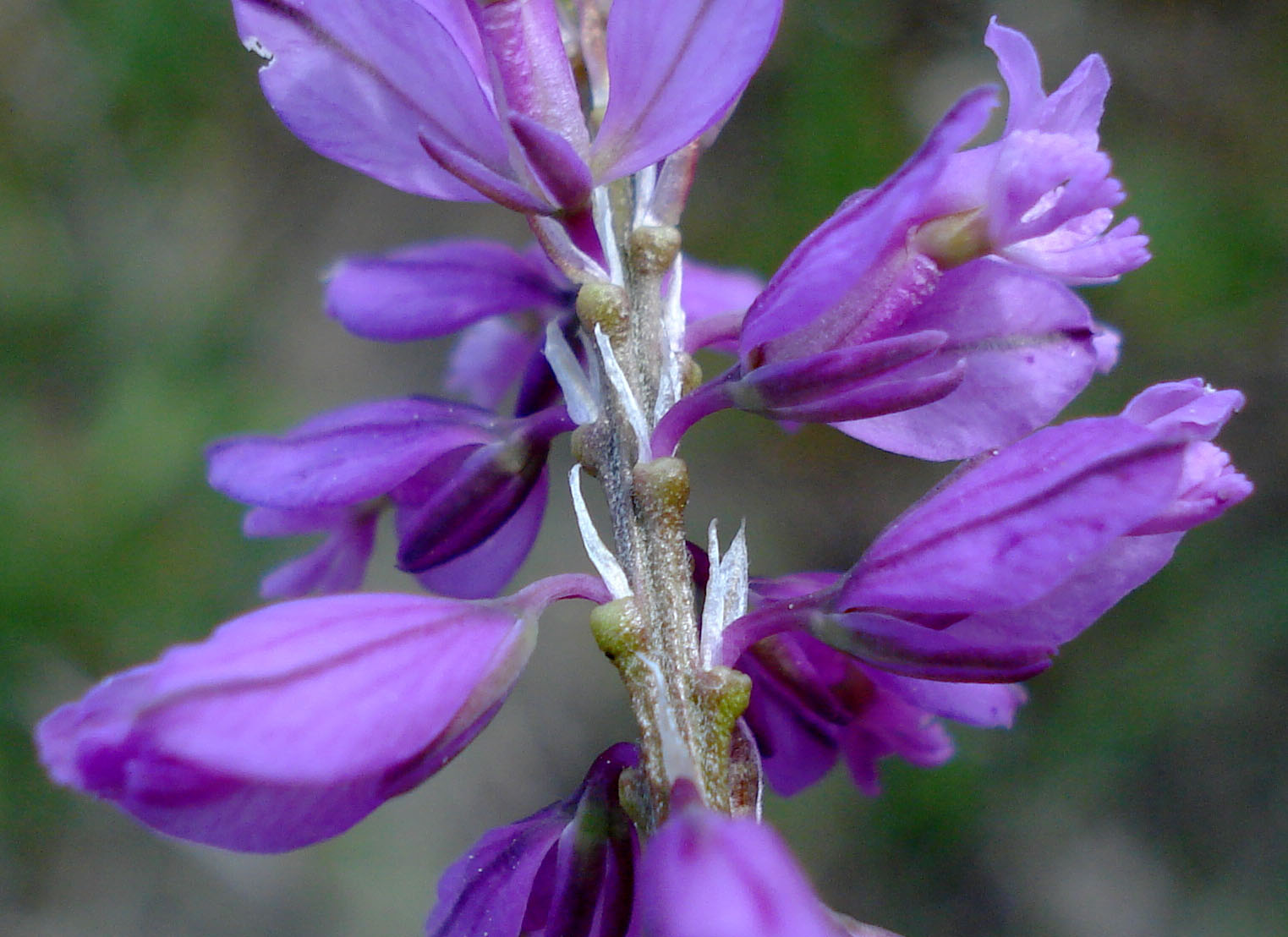
Gewöhnliche Kreuzblume
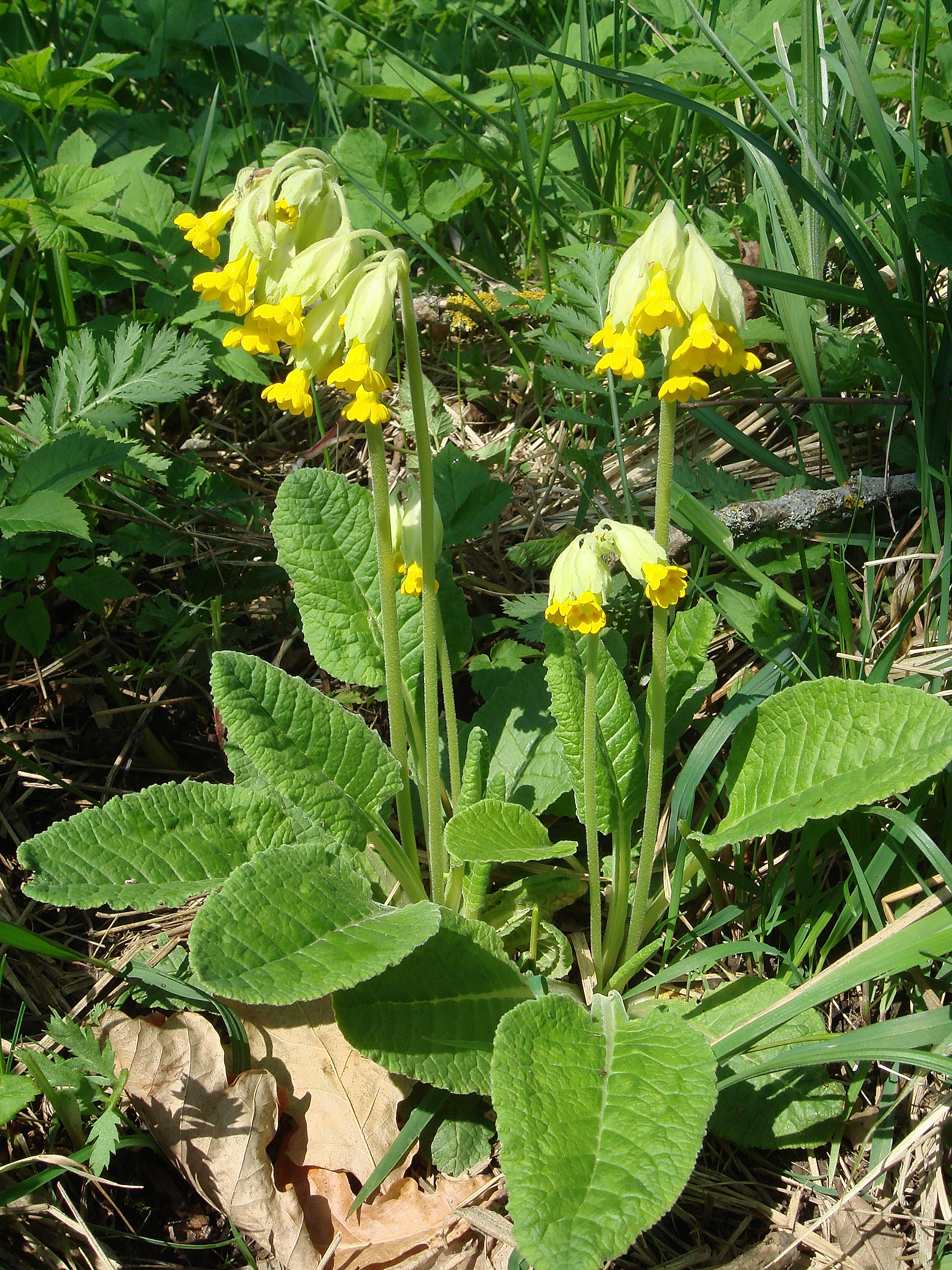
Wiesen-Schlüsselblume
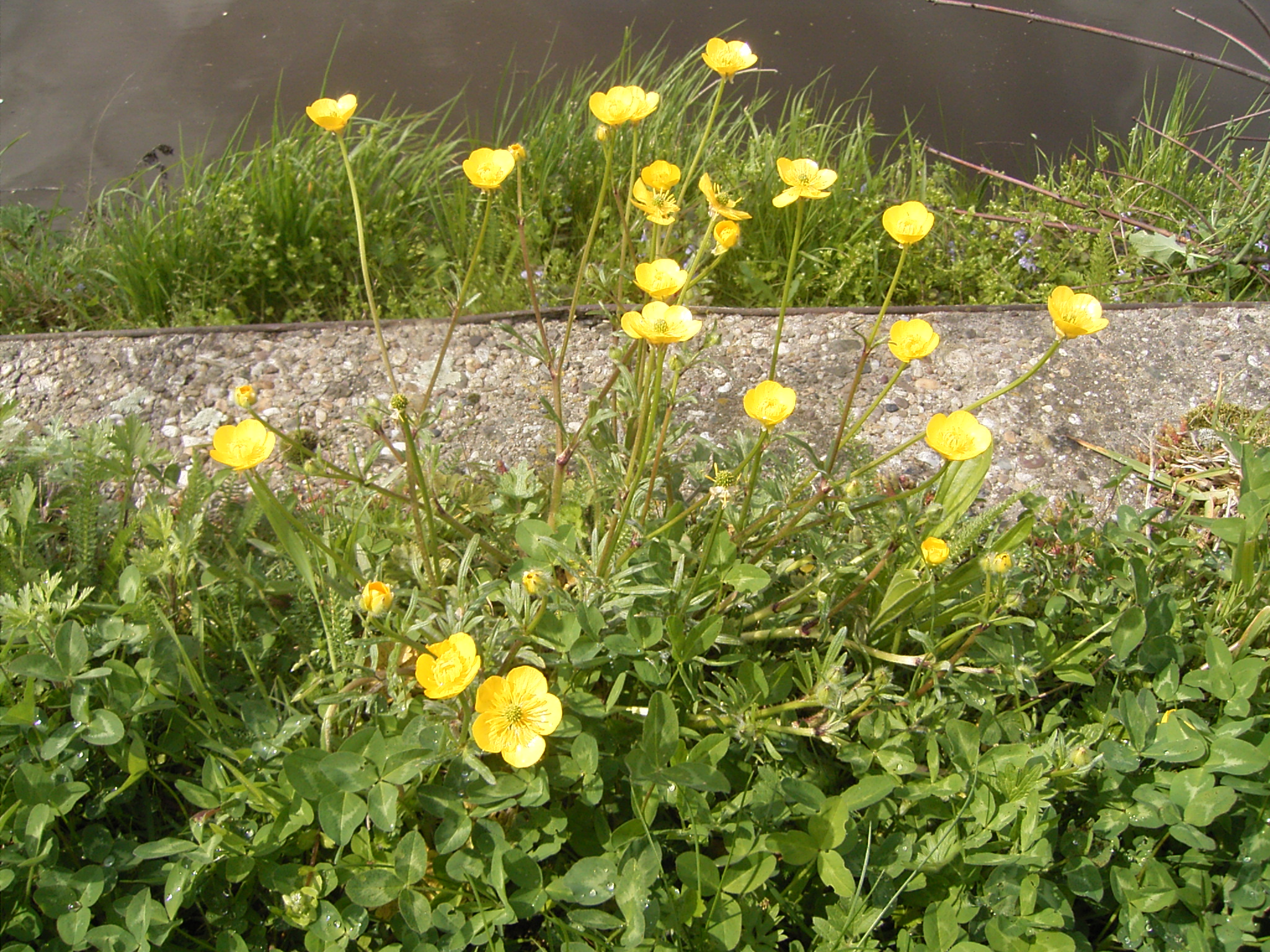
Knolliger Hahnenfuß
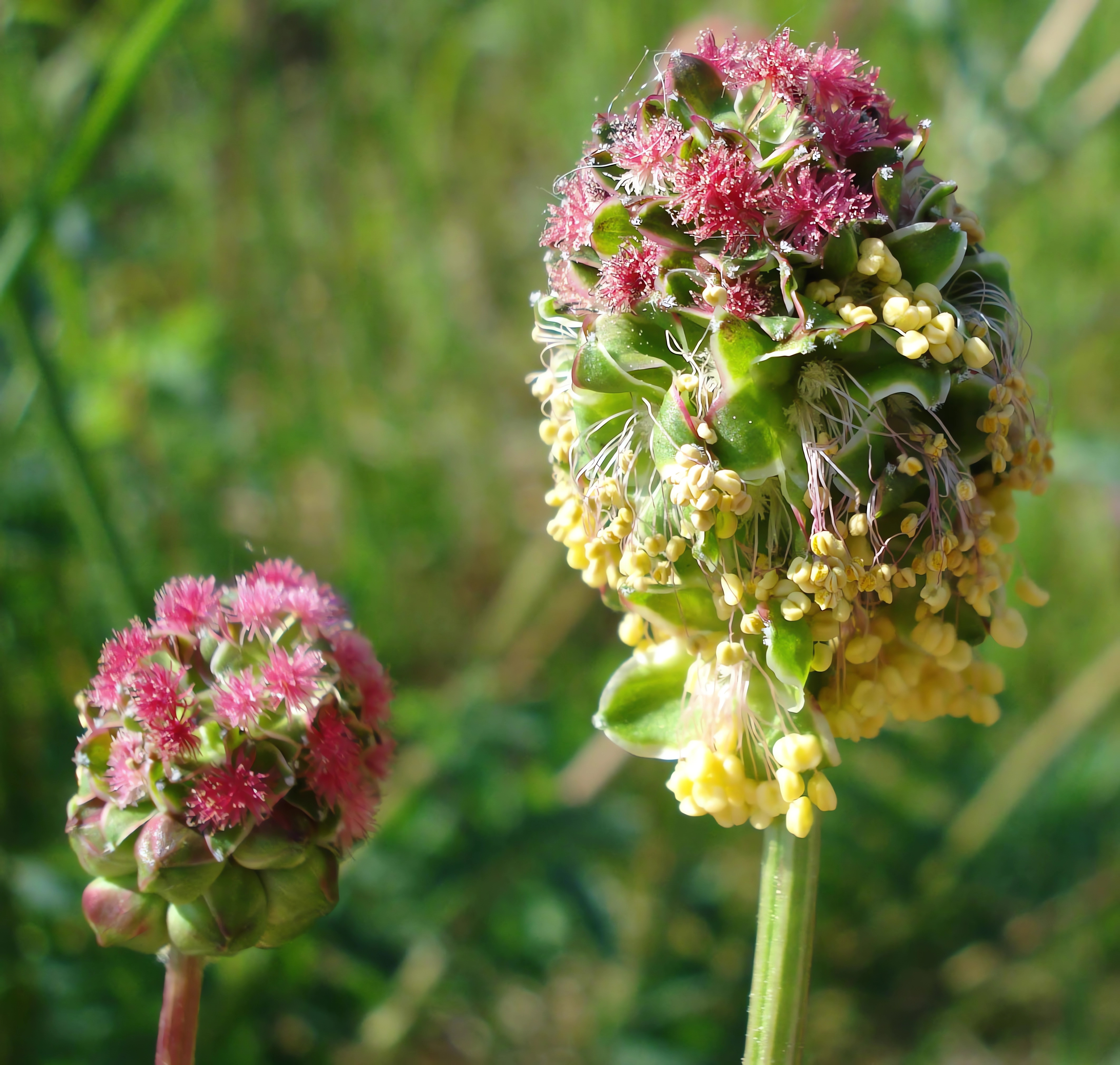
Kleiner Wiesenknopf
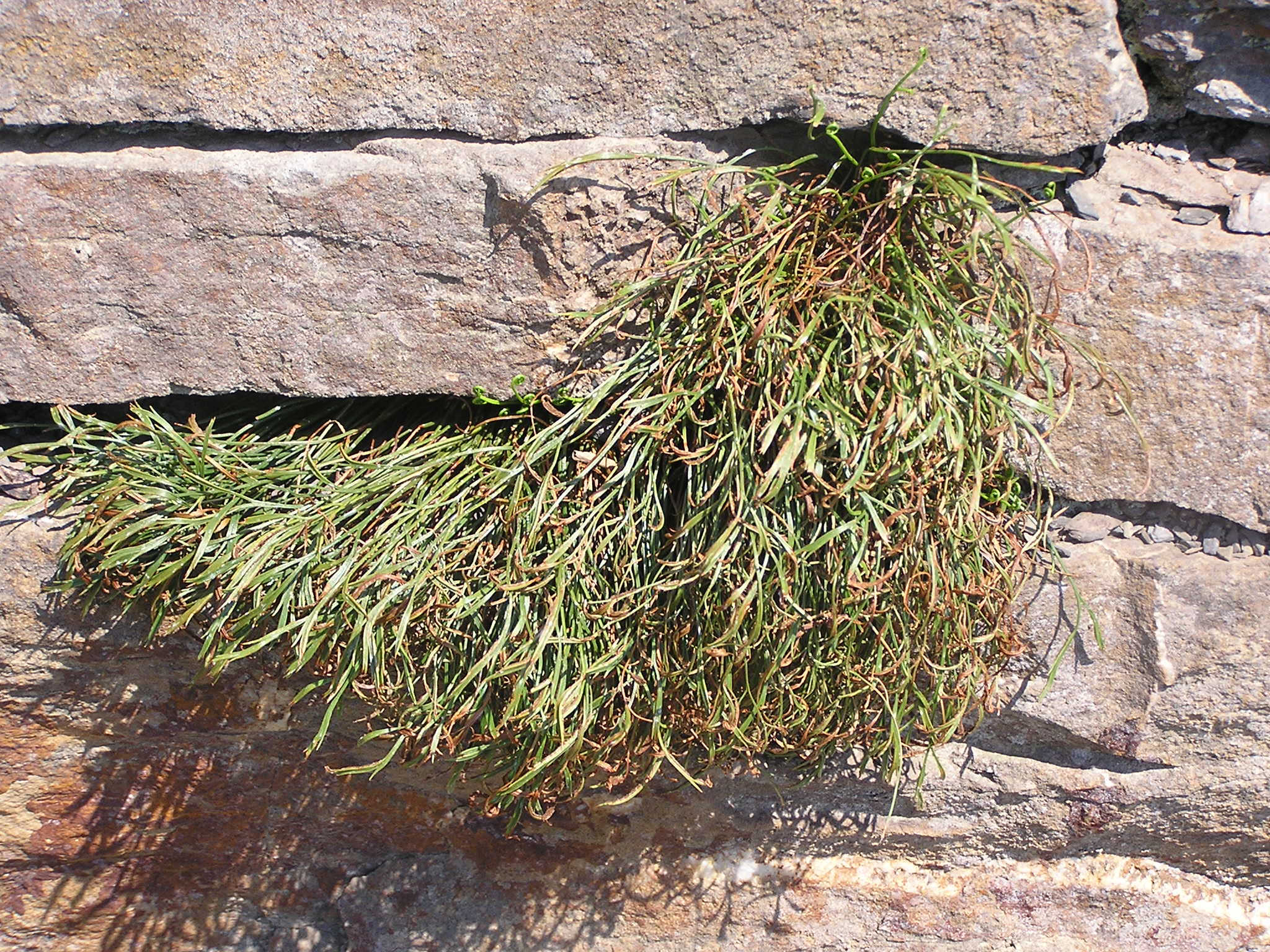
Nordischer Streifenfarn
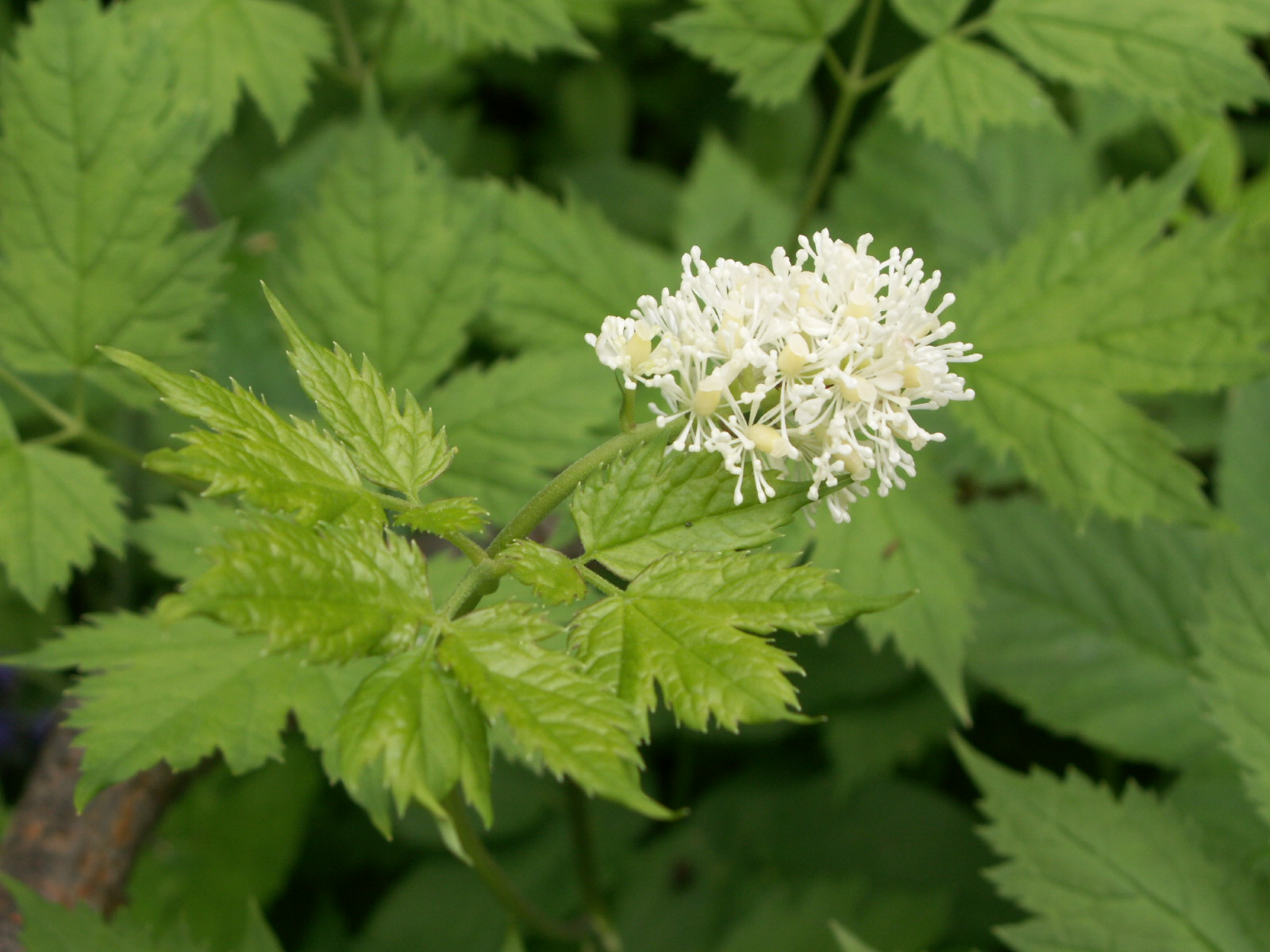
Christophskraut

### Der Schelder Wald im erweiterten Sinne
Landläufig wird das eigentlich schon zu den Bottenhorner Hochflächen gehörige, sich nordöstlich anschließende Waldgebiet um die Angelburg, das zu Gansbach und Siegbach entwässert, gelegentlich ebenfalls zum Schelder Wald gezählt, wobei in dieser Definition der Siegbach bzw. dessen Einzugsgebiet als Ostgrenze definiert wird.
Insbesondere wird die Angelburg in vielen Quellen als höchste Erhebung aufgeführt.

### Berge
Zu den Erhebungen des Schelder Waldes im weiteren Sinn gehören – sortiert nach Höhe in Meter (m) über Normalhöhennull (NHN; wenn nicht anders genannt laut ):
- Angelburg (Berg) (609,4 m) (Bottenhorner Hochflächen)
- Schmittgrund (590,0 m) (Bottenhorner Hochflächen)
- Eschenburg (589,0 m) (äußerster Norden)
- Hohe Koppe (540,2 m) (nördlicher Osten)
- Stockseite (516 m)[9] (Osten)
- Heunstein (471,1 m) (äußerster Westen – bereits im Naturraum Dilltal)
- Wasenberg (459,3 m) (Süden)
- Volpertsberg (426,4 m) (Südwesten)

## Geschichte

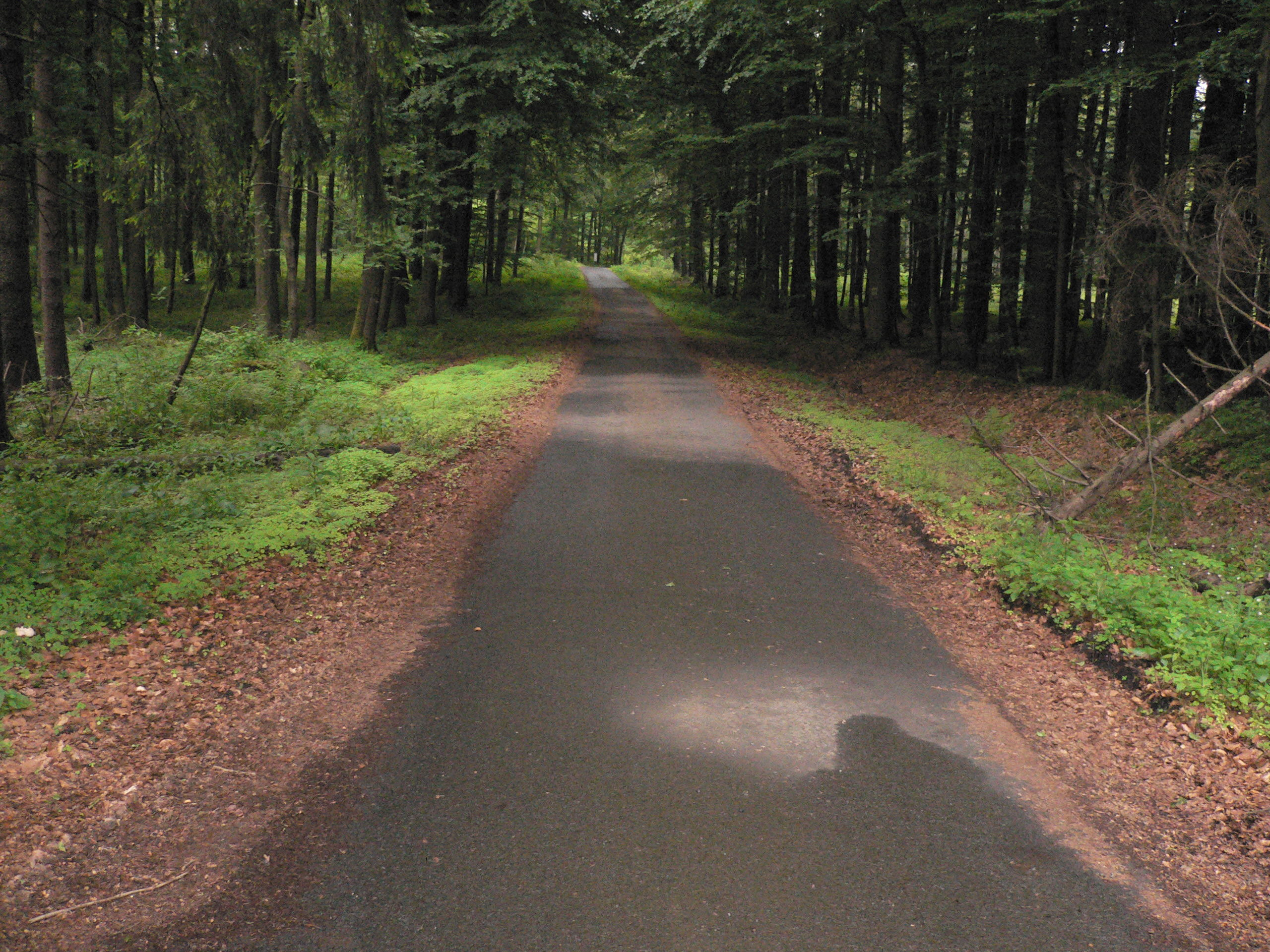
Die Herborner Hohe Straße zwischen Angelburg und Wilhelmsteine, war Teil einer vom Hochmittelalter bis ins 19. Jahrhundert genutzten Fernverbindung; heute Forststraße

Der Schelder Wald war schon zur Keltenzeit besiedelt, wie Ausgrabungen in den 1930er Jahren belegen. Spektakulärstes Fundstück ist der Keltenstein, dessen Original heute in Darmstadt im Museum steht. Insbesondere an der Südostseite der Angelburg, in der Nähe der Quellwiesen des Siegbachs, sind im Wald auch heute noch stark verschliffene Spuren einstiger menschlicher Tätigkeiten zu erkennen.

### Kreuzungspunkt alter Fernwege
Ein Bericht von 1235 erwähnt einen Bauern aus der Diözese Utrecht, der auf seinem Pilgerweg zum Grab der hl. Elisabeth in Marburg durch den Schelder Wald gekommen sei. Das zeigt den Schelder Wald als ein Gebiet alter Wege. Ihn querten die hochmittelalterliche Fernstraße von Antwerpen über Köln, Siegen, Marburg und Erfurt nach Leipzig, auch Brabanter Straße genannt und die Herborner Hohe Straße von der Dill ins obere Lahntal; sie wird heute als Forststraße genutzt, ferner mündete in der Nähe der Angelburg der aus dem Raum Gießen/Dünsberg kommende Westfalenweg hier in dieses Höhen-Wegesystem ein. Diese drei einst bedeutenden Wege kreuzten sich im Bereich der Angelburg (Berg), in der Nähe der Wilhelmsteine im Schelderwald.
Im rheinisch-fränkischen Landfrieden vom 15. Mai 1265, den der Mainzer Erzbischof Werner von Eppstein und die Herren und Städte der Wetterau miteinander schlossen, wird unter anderem auch eine „Herrschaft zum Schelterwald“ genannt.

### Bedeutendes Eisenerzrevier
Der Schelder Wald hatte innerhalb des Lahn-Dill-Gebiets ehemals eine besondere wirtschaftliche Bedeutung als Abbaugebiet für Eisenerz, und zwar seit der Latènezeit bis 1973. Im 13. und 14. Jahrhundert kam es zwischen der Landgrafschaft Hessen und den Grafen von Nassau deshalb zu heftigen kriegerischen Auseinandersetzungen. Diese Kämpfe sind als Dernbacher Fehde in die Geschichte eingegangen.
Heute wird der Schelder Wald als Erholungsgebiet für die Bewohner der umliegenden Orte genutzt.

## Sehenswürdigkeiten

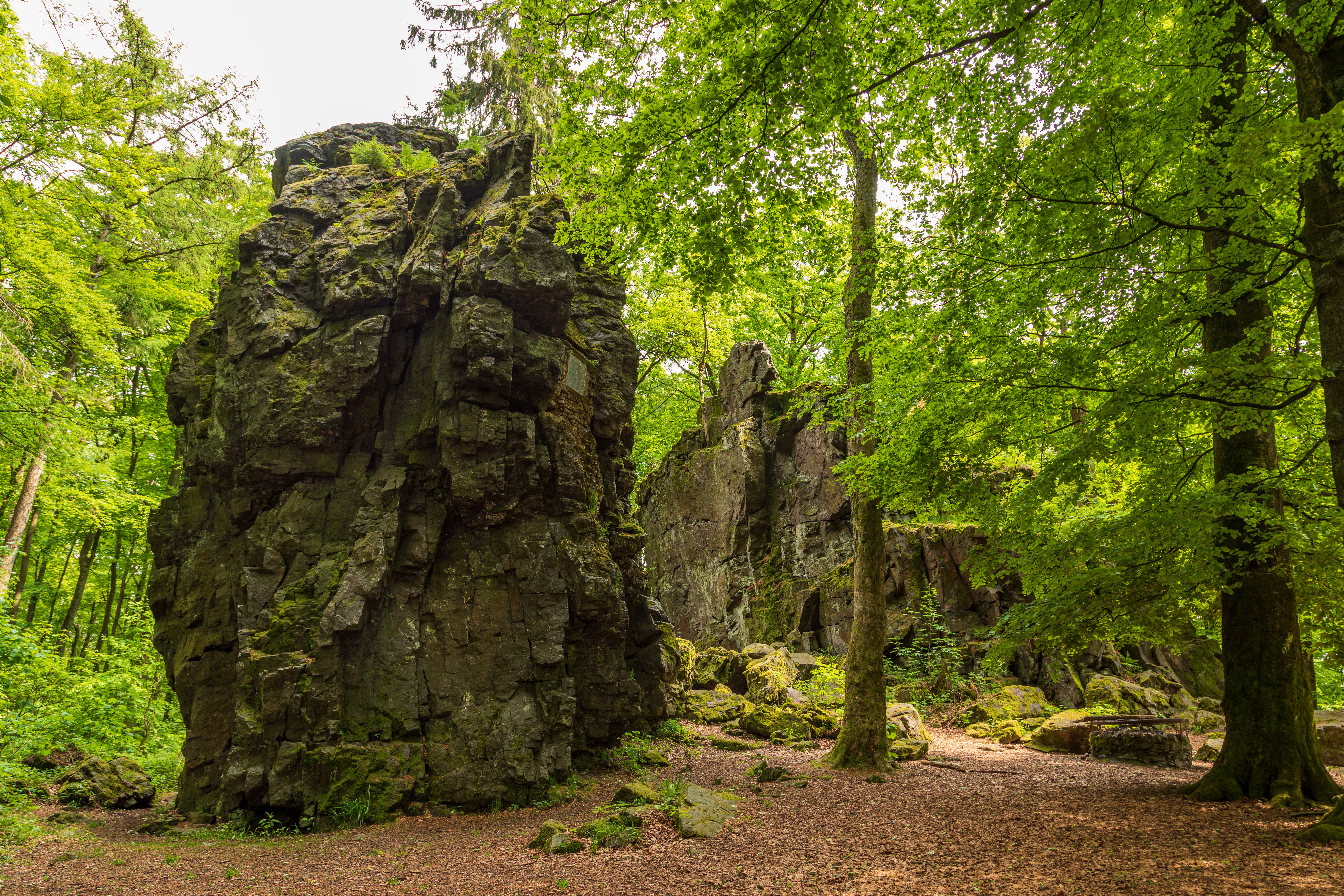
Wilhelmsteine 2019, der „Lange Stein“

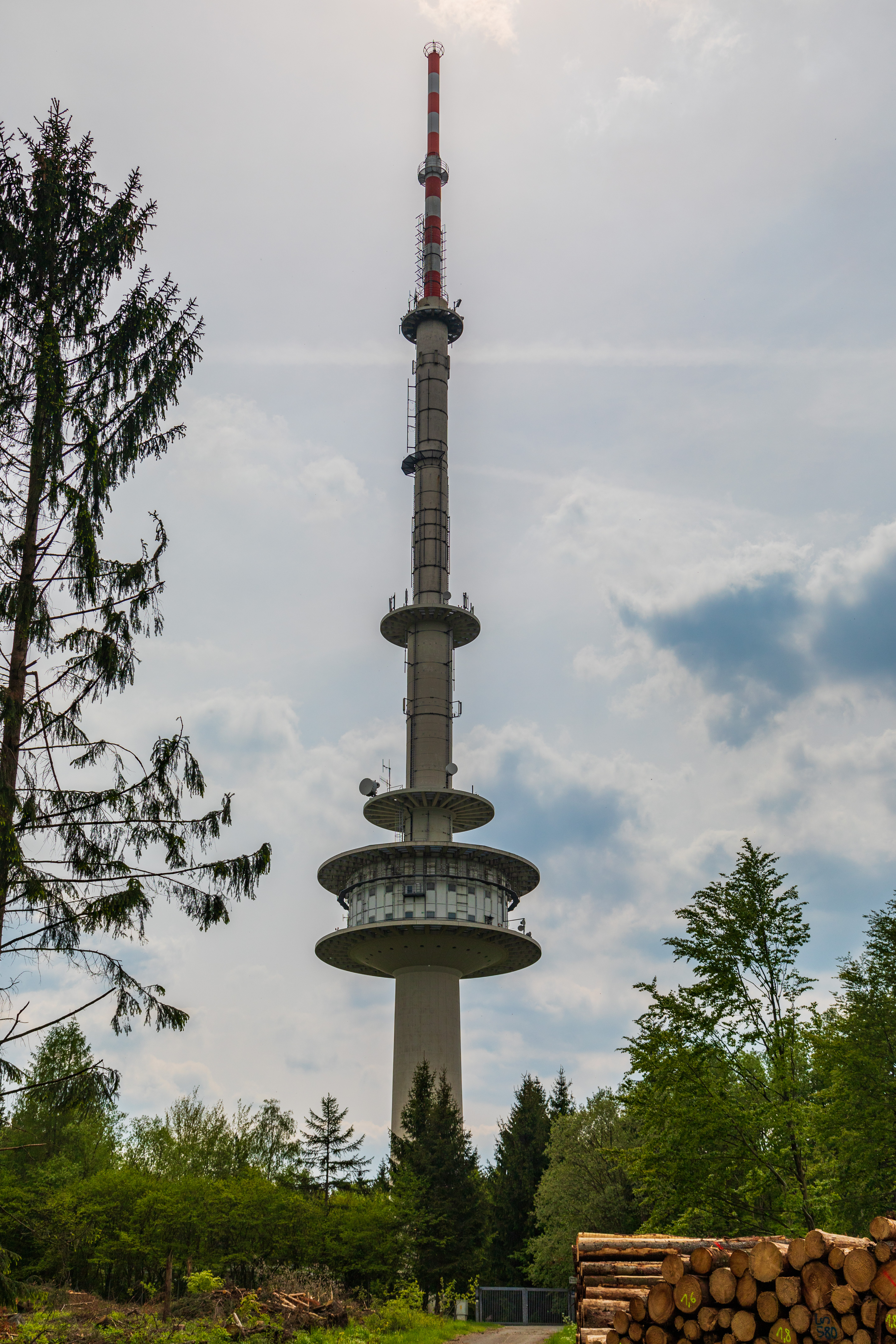
Fernsehturm Angelburg 2019

- Wilhelmsteine (Eine Gruppe von bis zu 15 m hohen Eisenkieshärtlingen, auch Felsenburg genannt; GeoTop des Jahres 2017)
- Fernsehturm Angelburg
- Irrschelde-Tal der Tringensteiner Schelde mit Naturschutzgebiet Tringensteiner Schelde